# Daniel Ernst Müller
Daniel Ernst Müller (* 3. November 1797 in Mainz; † 28. Juli 1868 in Damm) war ein deutscher Forstwissenschaftler, Industrieller und Politiker.

## Leben
Müller war ein Sohn des kurmainzischen Mundkochs, Hofkontrolleurs und späteren Weinwirts in Aschaffenburg Arnold Müller und dessen Ehefrau Anna Maria, geb. Dessloch. Ein älterer Bruder war der in niederländischen Diensten stehende Offizier Georg Müller.
Die Familie ließ sich 1803 in Aschaffenburg nieder. Müller besuchte dort das Gymnasium und studierte von 1814 bis 1817 Forstwissenschaft an der Forstlehranstalt Aschaffenburg. Schon im Alter von 24 Jahren erhielt er einen Ruf als Lehrer an eine norddeutsche Forstlehranstalt. Für seine 1821 publizierte Abhandlung über den Afterraupenfraß wurde er 1824 in Jena in absentia zum Dr. phil. promoviert. Im Juli 1825 erhielt er die bayerische Genehmigung zur Führung des Doktorgrades. Die Philosophisch-medizinische Gesellschaft zu Würzburg ernannte ihn in Anerkennung seiner wissenschaftlichen Leistungen zum korrespondierenden Mitglied. Ebenso wurde er mit der Mitgliedschaft der Herzoglich Meiningischen und Sächsisch-Gothaischen Societät der Forst- und Jagdkunde ausgezeichnet.
Seine berufliche Laufbahn begann Müller in der bayerischen Forstverwaltung. Von 1822 bis 1834 war er als Forstmeister und Domanialrevierförster in Aschaffenburg angestellt. Von 1828 bis 1860 war er Besitzer der Dammer Steingutfabrik. Um Interessenkonflikte zwischen seiner forstamtlichen und unternehmerischen Tätigkeit zu vermeiden, suchte er um seine Entlassung aus dem Staatsdienst nach, die ihm am 5. Februar 1834 gewährt wurde. Aus gesundheitlichen und Altersgründen zog sich Müller 1860 aus der Steingutfabrik zurück und verkaufte sie an den Aschaffenburger Großkaufmann Caspar Marzell.
Nach 1849 war Müller Mitglied des Landrats von Unterfranken. 1850–1860 war er Vorstand des landwirtschaftlichen Bezirksvereins Aschaffenburg und des Distriktsausschusses.
Nach dem Rückzug aus der Steingutfabrik unternahm Müller eine Reise nach Belgien, die er zum Studium der sozialen Verhältnisse des Landes nutzte. Ebenso bereiste er später Frankreich und Oberitalien. Daneben widmete er sich philosophischen Studien und veröffentlichte mehrere Werke. Er starb am 28. Juli 1868 in Aschaffenburg und wurde auf dem dortigen Friedhof im Familiengrab beigesetzt. Die Stadt Aschaffenburg benannte die Müllerstraße nach ihm.

## Politik
1839 wurde Müller von der Landgemeinde Damm in die bayerische Kammer der Abgeordneten gewählt, der er bis 1849 und wieder von 1851 bis 1861 angehörte. Er war Mitglied des III. Ausschusses für die innere Verwaltung Bayerns. 1848 wurde er zum 2. Sekretär und kurz darauf zum 2. Präsidenten ernannt. Nach der Beurlaubung des 1. Präsidenten nahm Müller auch dessen Geschäfte wahr.
Vom 31. Mai 1848 bis 30. Mai 1849 war er für den Wahlkreis Unterfranken in Aschaffenburg Mitglied der Frankfurter Nationalversammlung in der Fraktion Westendhall.

## Familie
Müller heiratete am 23. Mai 1832 Theresia Barbara von Hefner-Alteneck († 4. März 1840), eine Tochter des bayerischen Staatsrats Franz Ignaz Heinrich von Hefner. Sein Schwager war der Kunst- und Kulturhistoriker Jakob Heinrich von Hefner-Alteneck.
Aus der Ehe gingen drei Kinder hervor:
- Franziska Maria Henrika Müller (* 26. Mai 1835; † 25. Oktober 1900), Ordensschwester und Lehrerin der englischen Sprache im Institut Nymphenburg, seit 1866 in geistiger Umnachtung
- Anna Maria Barbara Franziska Margaretha Müller (* 4. Juli 1836; † 1. August 1855 an Typhus)
- Franz Ignaz Heinrich Müller (* 14. Juli 1838; † 13. April 1916), Sprachlehrer in Aschaffenburg und Belgien; starb verarmt in München

## Schriften
- Ueber den Afterraupenfrass in den fränkischen Kiefernwaldungen vom Jahre 1819 bis 1820. Mit sieben Tabellen. Aschaffenburg 1821.
- Kurze Beschreibung des Forst-Revieres Aschaffenburg im Untermainkreise des Königreichs Baiern. Aschaffenburg 1824.
- Versuch zur Begründung eines allgemeinen Forstpolizeigesetzes auf die natürliche Ordnung der Wälder im menschlichen Haushalte. Nürnberg 1825.
- Des Speßarts Holzhandel und Holz verbrauchende Industrie. Frankfurt am Main 1837.
- Die Monokratie, das Grundprinzip des Organischen im Natur- und insbesondere im Menschenleben, und dessen allgemeinste mathematische Formel. 3 Abteilungen, Aschaffenburg 1858–1860.
- Die durch die freie Arbeit zu erringende Vergesellschaftung der Menschen. Aschaffenburg 1867.